# Giant (chanson)
Pour les articles homonymes, voir Giant.
Singles par Calvin Harris
I Found You
(2018) I'm Not Alone 2019
(2019)
Singles par Rag'n'Bone Man
Photographs
(2018)
Giant est une chanson du producteur écossais Calvin Harris et du chanteur anglais Rag'n'Bone Man, sortie le 11 janvier 2019.

## Liste des pistes
| 1. | Giant | 3:49 |

| 1. | Giant (Robin Schulz Remix) | 3:13 |

| 1. | Giant (Robin Schulz Extended Remix) | 5:18 |

| 1. | Giant (Purple Disco Machine Remix) | 3:26 |

| 1. | Giant (Purple Disco Machine Remix) | 5:18 |

| 1. | Giant (Audien Remix) | 3:33 |

| 1. | Giant (Audien Extended Remix) | 4:03 |

| 1. | Giant (Robin Schulz Remix)         | 3:13 |
| 2. | Giant (Purple Disco Machine Remix) | 3:26 |
| 3. | Giant (Weiss Remix)                | 3:54 |
| 4. | Giant (Michael Calfan Remix)       | 3:21 |
| 5. | Giant (Audien Remix)               | 3:33 |
| 6. | Giant (Laidback Luke Remix)        | 2:33 |

| 1. | Giant (Robin Schulz Extended Remix)         | 4:13 |
| 2. | Giant (Purple Disco Machine Extended Remix) | 5:18 |
| 3. | Giant (Weiss Extended Remix)                | 6:29 |
| 4. | Giant (Michael Calfan Extended Remix)       | 5:15 |
| 5. | Giant (Audien Extended Remix)               | 4:03 |
| 6. | Giant (Laidback Luke Extended Remix)        | 4:46 |

## Classements hebdomadaires
| Classements (2019)                      | Meilleure position |
| --------------------------------------- | ------------------ |
| Allemagne (Media Control AG)            | 6                  |
| Australie (ARIA)                        | 19                 |
| Autriche (Ö3 Austria Top 40)            | 8                  |
| Belgique (Flandre Ultratop 50 Singles)  | 1                  |
| Belgique (Wallonie Ultratop 50 Singles) | 1                  |
| Canada (Hot 100)                        | 29                 |
| Danemark (Tracklisten)                  | 16                 |
| Écosse (OCC)                            | 1                  |
| Espagne (PROMUSICAE)                    | 62                 |
| France (SNEP)                           | 18                 |
| France (SNEP Ventes)                    | 6                  |
| Irlande (IRMA)                          | 3                  |
| Italie (FIMI)                           | 17                 |
| Pays-Bas (Nederlandse Top 40)           | 4                  |
| Pays-Bas (Single Top 100)               | 8                  |
| Nouvelle-Zélande (RMNZ)                 | 20                 |
| Norvège (VG-lista)                      | 11                 |
| Portugal (AFP)                          | 46                 |
| Royaume-Uni (UK Singles Chart)          | 2                  |
| Suède (Sverigetopplistan)               | 25                 |
| Suisse (Schweizer Hitparade)            | 5                  |